# 350-летие Иркутска
350-ле́тие Ирку́тска (трёхсо́т пятидесятиле́тие) — комплекс праздничных мероприятий и реализации различных проектов, приуроченных к 350-летнему юбилею со дня основания города Иркутска, которое отмечалось с июня по сентябрь 2011 года. Подготовка к празднованию началась в 2008 году. Главные даты проведения торжеств: 4 июня и 14 сентября.

## Дата

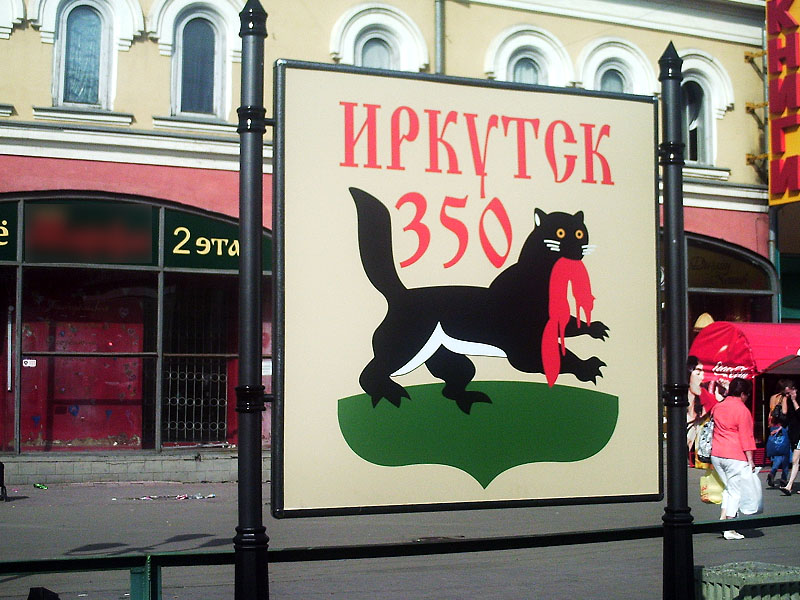
Праздничный герб Иркутска

Официальной (документально доказанной) датой и основания Иркутска считается 6 июля 1661 года, когда на берегу Ангары напротив устья Иркута Яковом Похабовым был срублен острог. Статус города «Середина Земли» получила в июне 1686 года, поэтому по традиции день города отмечается в первое воскресенье июня и всю предшествующую ему неделю. Однако масштабное празднование 350-летнего юбилея было назначено на сентябрь 2011 года из-за того, что многие иркутяне не смогли бы посетить намеченные мероприятия в связи с каникулами и отпусками. В октябре 2010 года было решено перенести дни начала празднеств с сентября на июнь, так как на осень намечено проведение VII «Байкальского экономического форума».

## Подготовка

### Общие сведения
2 августа 2008 года президентом России Дмитрием Медведевым был подписан указ о праздновании 350-летия Иркутска.
В июле 2010 года подготовку к юбилею обсудили на заседании оргкомитета в Москве под руководством Сергея Нарышкина.

### Реконструкция объектов и благоустройство территорий

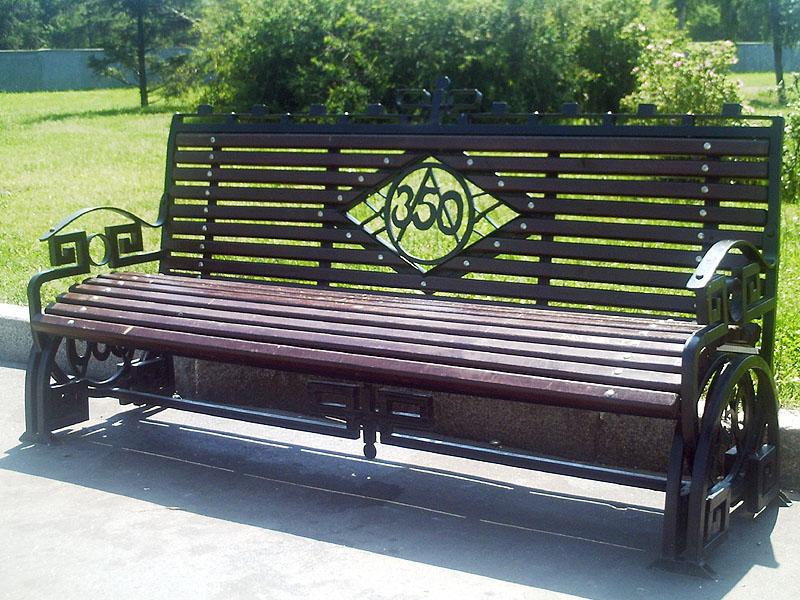
«Юбилейная скамейка» на Нижней набережной

К лету 2010 года на большинстве центральных улицах города и парковых зонах были заменены старые скамейки на новые «юбилейные». Были укреплены берега Ангары, реконструированы существующие набережные и созданы новые, и, таким образом, все набережные города слились в одну большую прогулочную зону: Верхняя набережная Ангары, Цесовская набережная, Нижняя набережная Ангары и Ушаковская набережная. Стоимость проекта — 6 млрд. рублей.
С весны 2010 года были обновлены фасадов зданий на магистральных улицах Исторического центра, реставрация музыкального театра имени Загурского.
Из культовых сооружений были реставрированы Спасская и Крестовоздвиженская церкви.
В музейном секторе открылась усадьбы Трубецкого после реконструкции.

### Восстановление утраченных памятников и сооружений
В рамках подготовки к празднованию юбилейного дня города власти Иркутска выступили с инициативой восстановления ряда утраченных памятников и сооружений. В их числе: триумфальные арки «Московские ворота», «Амурские ворота».

### Новые объекты

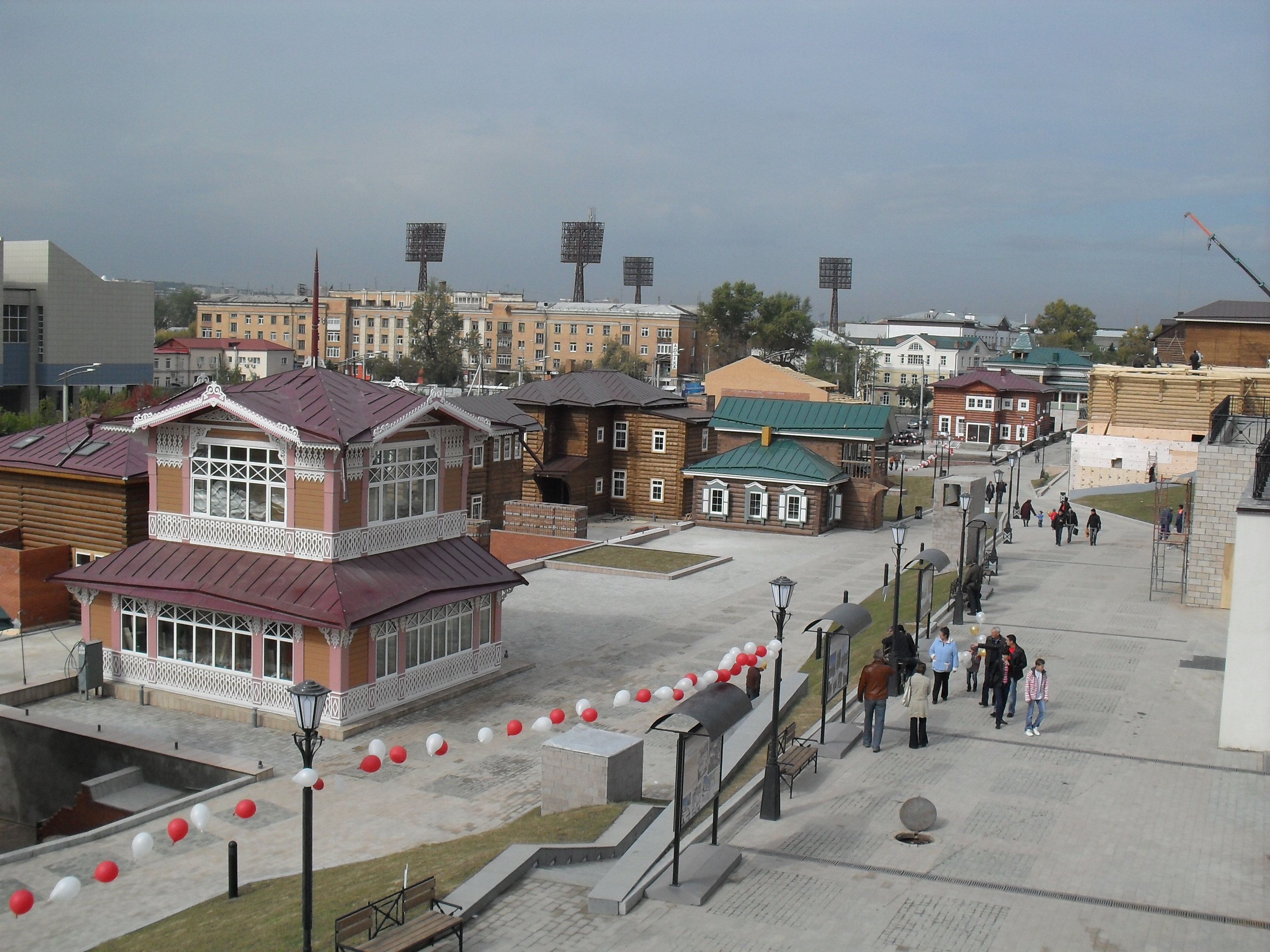
130-го квартала

Весной 2010 года к юбилею Иркутска началось создание специальной зоны исторической застройки — 130-го квартала с восстановлением нескольких утраченных памятников деревянного зодчества, переносом сохранившихся из других районов города и строительством новых объектов.
Было решено завершить строительство Ледового дворца, которое ранее продолжалось более десяти лет, и построить новое здание библиотеки Молчанова-Сибирского.
Установлены памятники основателям Иркутска, жёнам декабристов, Леониду Гайдаю, Иннокентию Кульчицкому и монумент бабру. В октябре 2010 года был открыт бюст Александра Сергеевича Пушкина.

### Транспортная инфраструктура
В рамках подготовки к празднованию юбилея был произведён ремонт дорог, строительство Маратовской развязки и завершение возведения третьего пускового участка Нового ангарского моста на правом берегу Ангары.

## Основные мероприятия

### Конкурсы и проекты

#### «350 добрых дел»
1 ноября 2010 года в городе стартовал конкурс «350 добрых дел», в рамках которого осуществлялись идеи иркутян в плане благоустройства дворов, проведении благотворительных акций и прочего.

#### «Иркутск глазами детей»
Прошёл конкурс рисунка среди детей-воспитанников социальных учреждений города. Победители выбирались в трёх возрастных категориях: 5—11, 12—13 и 14—17 лет.

#### «Любимому городу — новые скверы»
Проект «Любимому городу — новые скверы» стартовал в мае 2010 года. Он организован Администрацией города Иркутска, социальной сетью «Сделаем вместе» и издательским домом «Коммерсант». В рамках проекта высажено 3 600 саженцев. Для участия в мероприятии были привлечены спонсоры, и горожане, которые помогали своими силами в посадке деревьев, кустов и цветов. Завершён проект был в сентябре 2011 года.

### Концерты и фестивали

#### «Иркутский карнавал»
В День города Иркутска в 2010 году состоялся первый «Иркутский городской карнавал», получивший от организаторов название «Шагаем вместе». Тогда же было предложено сделать мероприятие ежегодной традицией. В конце 2010 года «Иркутский карнавал» получил статус международного и был внесён в Мировой календарь праздничных мероприятий. 4 июня с фестиваля начался основной юбилейный праздник.

## Торжества
Официальная программа мероприятий:

### Май
29 мая
- Фотоконкурс «Город в объективе юности»

### Июнь
2 июня

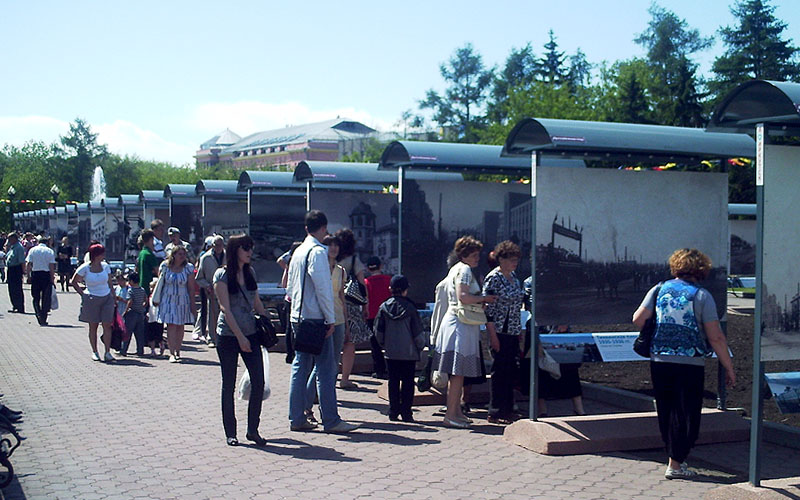
Фотовыставка «Иркутск — сердце моё» на площади Кирова

- Выставка ретро-фотографий «Иркутск — сердце моё» (по 20 июля)
- Конкурс красоты «Краса России — 2011»
- со 2 по 6 июня в «СибЭкспоЦентре» проходила международная выставка «Город + Дизайн. Юбилейная панорама»

3 июня
- Концерт симфонической музыки для беременных «Улыбнись, малыш»
- Городской праздник «Три возраста любви»

4 июня — празднование «Дня города»
- Открытие аллеи городов-побратимов в комплексе «Дом Европы»
- «Иркутск — планета детства»
- «Иркутский карнавал»
- Концертное шоу «Виват! Иркутск!» с участие Олега Газманова, ABBA Show, «350 гитаристов», Дана Балана и местных творческих коллективов.
- Праздничный фейерверк

5 июня
- «Подарки юбиляру» — выступление творческий коллективов городов-побратимов Иркутска.
- Конкурс среди поваров городских ресторанов «Чемпионат барбекю»

16 июня
- Выставка гравюр Сальвадора Дали (по 12 июля)

26 июня
- Гастроли театра «Сатирикон» (по 4 июля)

### Июль
1 — 31 июля
- Праздничные мероприятия в округах Иркутска
- «Город, устремлённый в будущее» — мероприятия, проводимые молодёжными организациями и инициативными группами
- Военно-патриотические игры «Первый герой»

### Август
1 — 31 августа
- Боевой супермарафон «10 000 поединков»
- «А у нас во дворе» — различные выставки и встречи во дворах города
- Фестиваль документального кино «Иркутск кинематографический»
- Массовый физкультурно-спортивный праздник «Иркутская спортландия: День физкультурника»
- Массовые соревнования по силовому экстриму «Праздник силы»

1 августа
- Персональная выставка Даши Намдакова (по 30 сентября)

25 августа
- Выставка «Эрмитажа» (по 30 октября)

### Сентябрь
1 — 30 сентября
- Международный научно-практический семинар «Сибиряковские чтения»

1 сентября
- Заключительный этап акции «Клубная культура Иркутска» (по 9 сентября)
- Праздничные приёмы ветеранов ВОВ, тружеников тыла, почётных жителей Иркутска на предприятиях и в администрациях районов (по 11 сентября)
- Арт-проект «Иркутский Арбат» на улице Урицкого (по 11 сентября)
- Презентация юбилейных изданий на «Большой книжной Ярмарке» (по 9 сентября)
- «Музеи города иркутянам» — автобусные экскурсии для ветеранов и школьников по памятным местам города и музеям (по 9 сентября)
- Фестиваль документальных фильмов об Иркутске «Это наша с тобою судьба, это наша с тобой биография…» (по 9 сентября)
- Цикл мероприятий «Сияние куполов Иркутских»: освящение Харлампиевской церкви, православные чтения, выставки икон, концерты духовной музыки (по 9 сентября)
- Выставка «Православная Русь»: экспозиция народных промыслов и ремёсел, выступление церковного хора, конкурс детских рисунков (по 7 сентября)

2 — 3 сентября
- Визит Святейшего Патриарха Московского и всея Руси Кирилла

6 сентября
- Международный фестиваль классической музыки «Звёзды на Байкале» (по 11 сентября)

10 сентября
- Музейный фестиваль «Музеи области к юбилею города Иркутска» (по 11 сентября)

11 сентября
- Открытие экспозиции в доме Трубецких после реставрации

12 сентября
- Открытие VII «Байкальского Экономического Форума»

13 сентября
- Открытие памятников Петру и Февронии и жёнам декабристов

14 сентября — празднование 350-летия Иркутска
- Открытие памятника основателям Иркутска и реконструированной Нижней набережной Ангары
- Открытие 130-го квартала
- «Тихвинская ярмарка»
- Торжественное открытие заключительного этапа юбилейных мероприятий «Иркутск — жемчужина Сибири»
- Музыкально-драматическое представление «Яков Похабов»
- Арт-проект «Первого канала» «Играй, гармонь любимая!»
- Фестиваль иркутских команд КВН
- Открытие квартала исторической застройки «Иркутская слобода»
- Праздничный вечер в Музыкальном театре, посвящённый 350-летию города
- Финал конкурса «Семь нот» телекомпании «АИСТ»
- Выступление звёзд российской эстрады
- Праздничный фейерверк

15 сентября
- Всероссийский фестиваль современной драматургии имени Вампилова (по 25 сентября)

20 сентября
- Дни русской духовности и культуры «Сияние России» (по 27 сентября)

25 сентября
- Международный байкальский кинофестиваль документальных, научно-популярных и учебных фильмов «Человек и природа» (по 2 октября)

## Фотогалерея

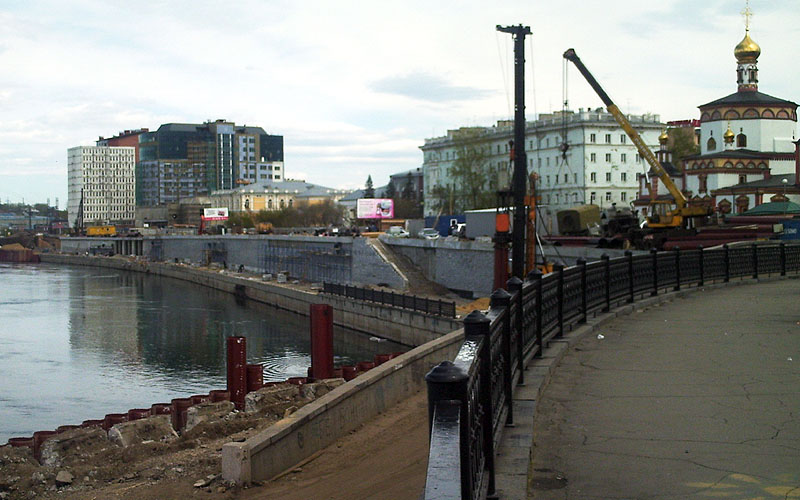
Берегоукрепление Ангары и реконструкция Нижней набережной
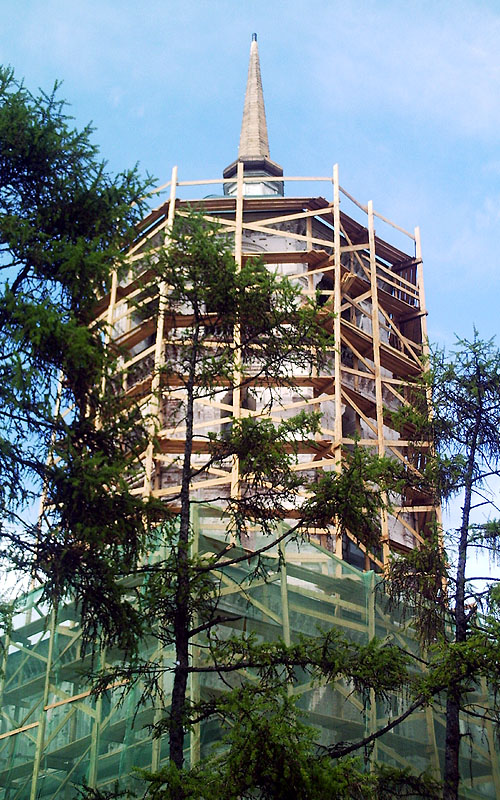
Реконструкция Спасской церкви
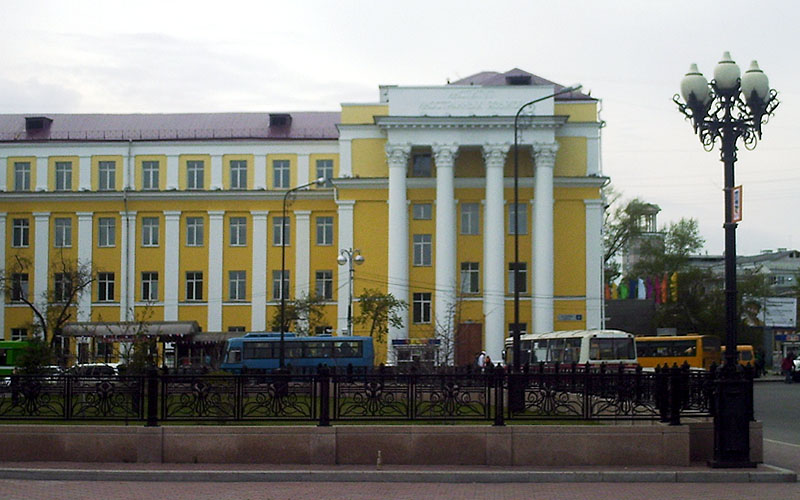
Свежевыкрашенное здание ИГЛУ

## Интересные факты
- В дни основных мероприятий (4 июня и 14 сентября) планировалось при необходимости прибегнуть к опыту Москвы и Санкт-Петербурга в очищении неба от облаков, чтобы плохая погода не портила праздник[22].